# Tanja Ribič
Tanja Ribič (ur. 28 czerwca 1968 w Trbovljach) – słoweńska aktorka i piosenkarka.
W 1997 roku wystąpiła w Konkursie Piosenki Eurowizji w Irlandii z piosenką Zbudi se zajmując dziesiątą pozycję i zdobywając 60 punktów.
Jej mężem jest Branko Đurić – aktor i reżyser.
8 grudnia 2017 roku została ogłoszona jedną z szesnastu uczestników EMA 2018, będącego eliminacjami do 63. Konkursu Piosenki Eurowizji, do którego zgłosiła się z utworem „Ljudje”.